# Allactaga firouzi
Espèce
Statut de conservation UICN

 DD  : Données insuffisantes
Allactaga firouzi est une espèce de la famille des Dipodidés. Cette gerboise se rencontre qu'en Iran où elle n'a été localisée que sur une petite zone dans la province d'Ispahan mais, faute de données suffisantes, n'est pas considérée comme étant en danger par l'Union internationale pour la conservation de la nature (UICN).

## Publication originale
Daniel R. Womochel, A new species of Allactaga (Rodentia: Dipodidae) from Iran (1978). Dans Fieldiana Zoology v.72, no.5. Edition Field Museum of Natural History(Chicago). [lire en ligne](en)